# Planeta singli
Planeta singli – film fabularny z 2016 roku w reżyserii Mitii Okorna zrealizowany w Polsce.

## Fabuła
Główną bohaterką jest nauczycielka Ania poszukująca przez Internet partnera życiowego. Przypadkiem spotyka ją gwiazdor telewizyjny Tomasz Wilczyński. Dwójka zawiera układ – Ania umawia się z kolejnymi potencjalnymi partnerami za pomocą aplikacji mobilnej Planeta singli, relacjonując przebieg randek Wilczyńskiemu. Ten w swoim programie karykaturuje te typy randkowiczów, jednocześnie wyśmiewając kobiece poszukiwanie idealnego mężczyzny. Popularność programu rośnie, jednak sprawa się komplikuje, gdy mężczyzna z kolejnej randki okazuje się idealny, a Tomek zakochuje się w Ani.

## Obsada
- Agnieszka Więdłocha – Ania Kwiatkowska
- Maciej Stuhr – Tomek Wilczyński
- Piotr Głowacki – Marcel, realizator telewizyjny
- Weronika Książkiewicz – Ola, przyjaciółka Ani
- Tomasz Karolak – Bogdan, mąż Oli i dyrektor szkoły, przełożony Ani
- Joanna Jarmołowicz – Zośka, córka Bogdana, pasierbica Oli
- Ewa Błaszczyk – Oktawia, szefowa stacji telewizyjnej
- Michał Czernecki – Antoni Bieńczycki
- Danuta Stenka – matka Ani

Źródło.

## Odbiór
Film dostał nagrodę publiczności w 2016 roku na Festiwalu Filmów Polskich „Wisła” w Moskwie. Popularność komedii między pierwszym a drugim weekendem emisji w Polsce mierzona liczbą biletów wzrosła o 156%. Po 1989 roku był to największy w Polsce wzrost oglądalności. W weekend obejmujący ⁣⁣walentynki⁣⁣ 2016 roku obejrzało ją prawie 525 000 osób, czym film pobił rekord oglądalności w drugi weekend emisji. W polskim zestawieniu box office „Planeta singli” wówczas prowadziła. Film zdobył popularność m.in. w Słowenii, wygrywając w premierowy weekend w zestawieniu box office. Film jako jeden z szesnastu uzyskał nominację do nagrody Złote Lwy 41. Festiwalu Filmowego w Gdyni w kategorii głównej.

## Nagrody i nominacje
- 2016: Festiwal Filmów Polskich „Wisła” w Moskwie – Nagroda Publiczności[6]
- 2016: Nominacja do Złote Lwy[6]
- 2017: OFF Camera – Nagroda Specjalna[6]